# Derjprom

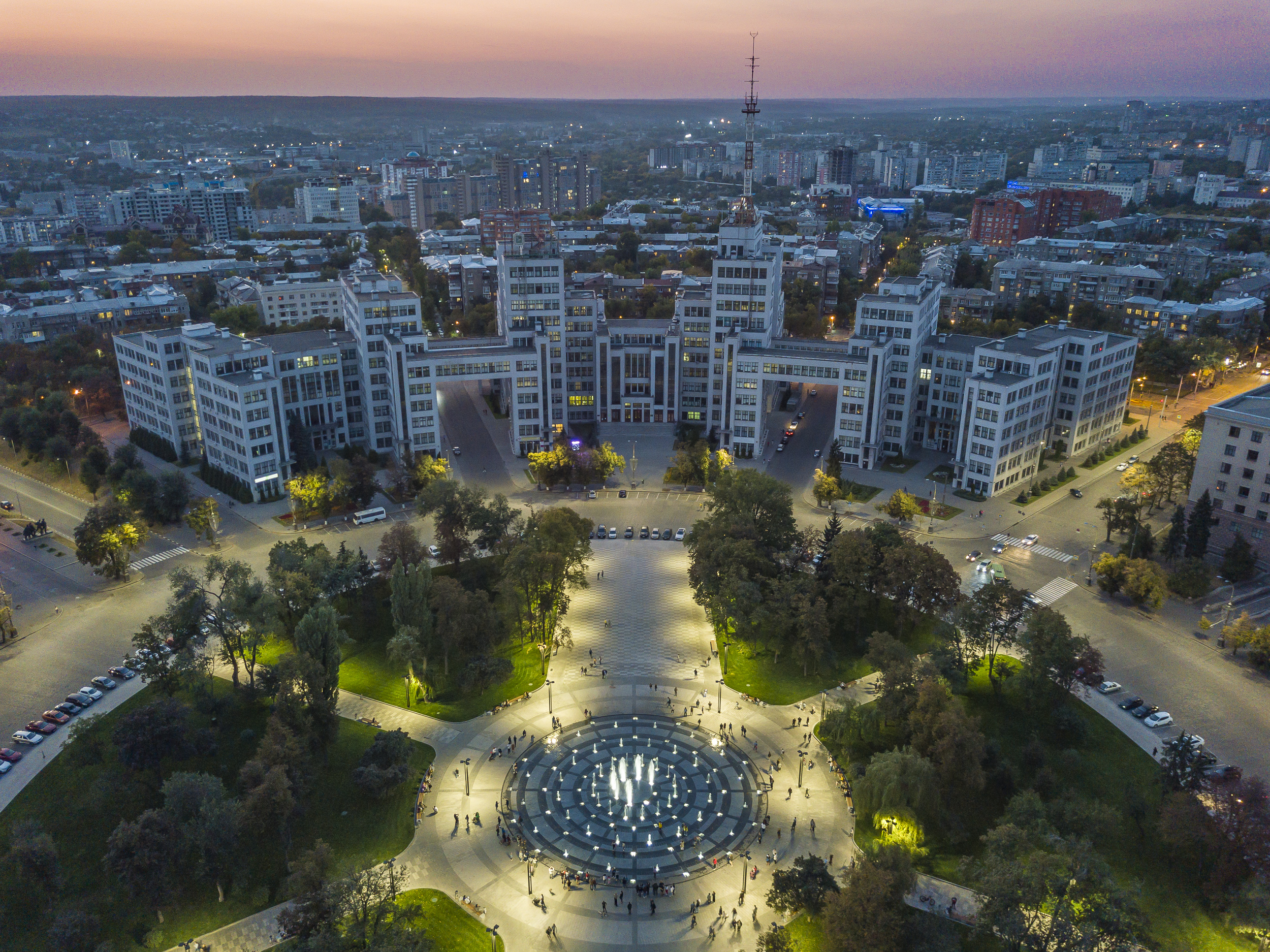
Edifício Derjprom em 2020.

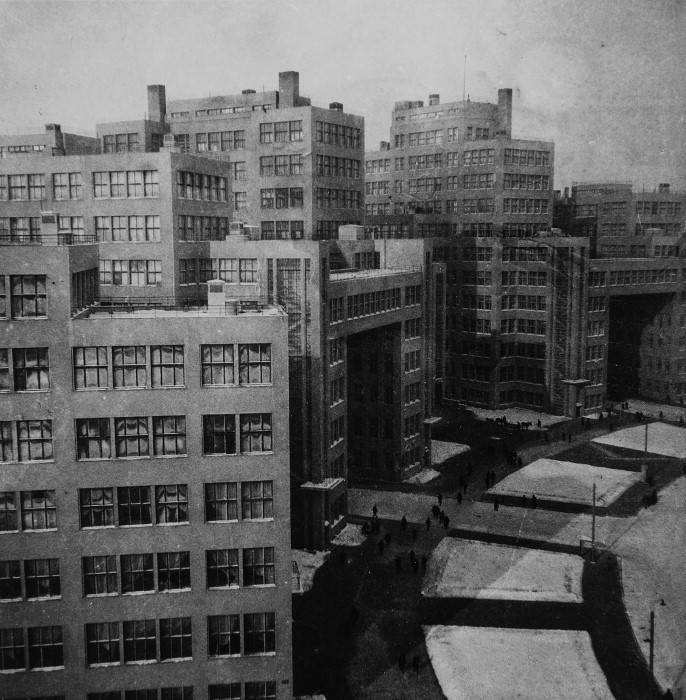
O edifício Derjprom no final da década de 1920.

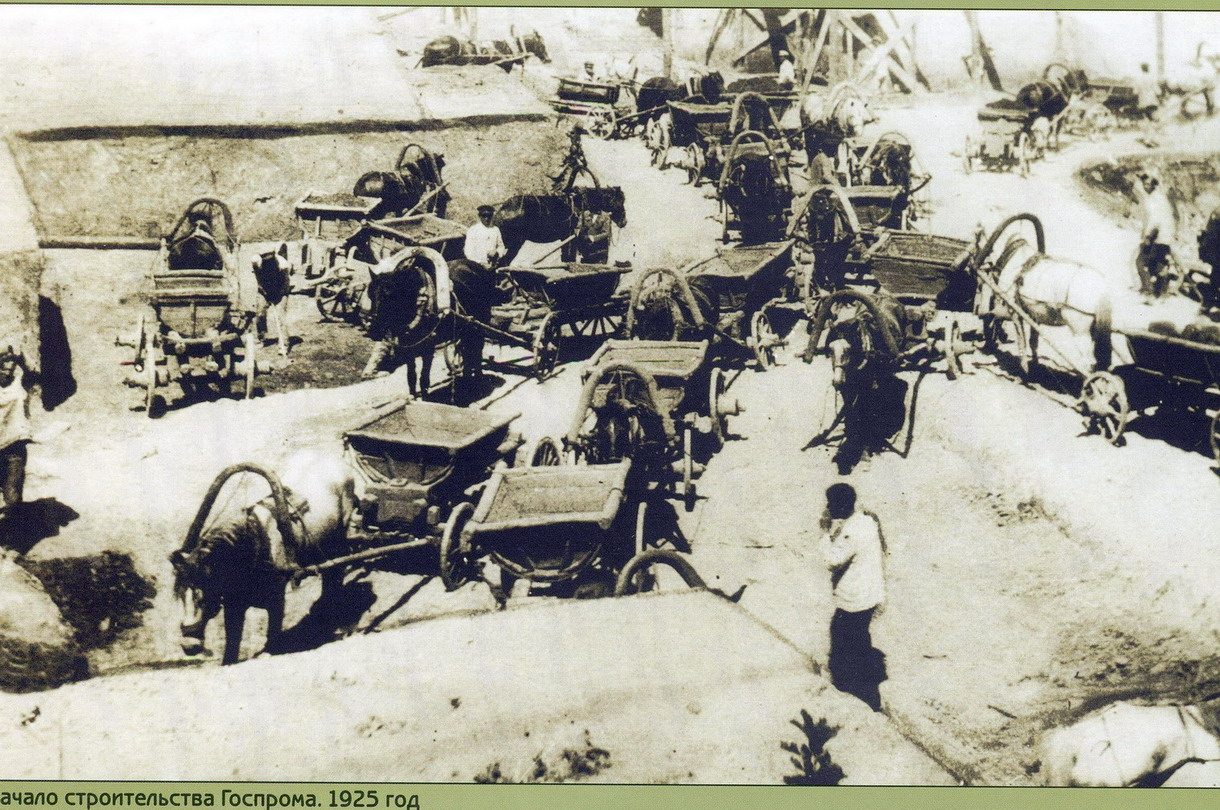
Construção do edifício Derjprom (c. 1925).

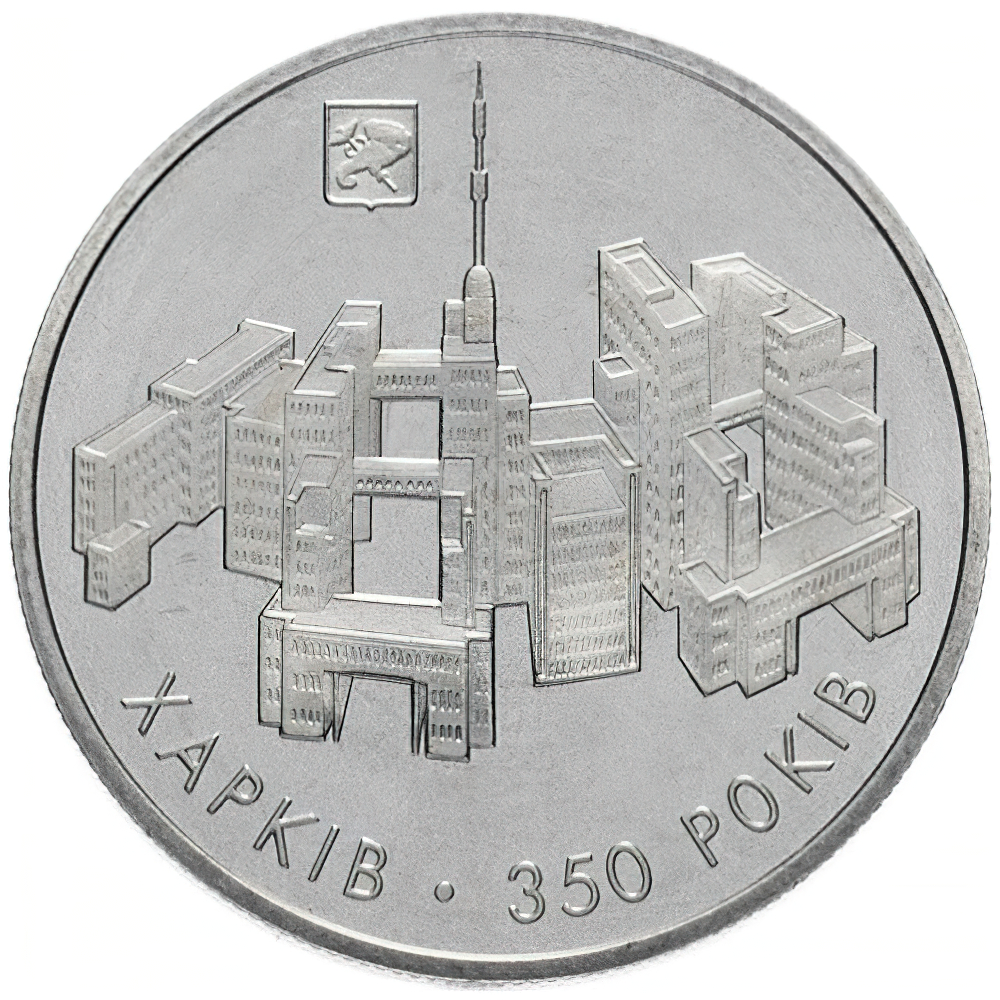
Moeda comemorativa dos 350 anos desde a fundação de Kharkiv com o edifício Derjprom representado

O Derjprom (em ucraniano:  Держпром) ou Gosprom (em russo:  Госпром) é um conjunto arquitetônico construtivista na Praça da Liberdade em Kharkiv, na Ucrânia. Seu nome é uma abreviação de duas palavras que, juntas, significam Indústria Estatal. Em inglês, a estrutura é conhecida como State Industry Building, sendo chamado também de Palácio da Indústria. Foi construído durante a era soviética em 1928.
É o primeiro arranha-céu soviético a atingir 13 andares.
Derjprom se coloca como um fenômeno único da arquitetura mundial entre as várias estruturas que representam a arquitetura modernista da primeira metade do século XX, por fazer parte da lista provisória do Patrimônio Mundial da UNESCO.

## Informações gerais
A inauguração do primeiro arranha-céu soviético ocorreu em 7 de novembro de 1928.
O edifício foi um dos poucos projetos grandes projetos de quando Kharkiv era a capital da República Socialista Soviética da Ucrânia. Foi projetado e construído pelos arquitetos Sergei Serafimov, S.Kravets e M.Felger em apenas três anos. O edifício tornou-se a estrutura com maior área construída no mundo no ano de sua conclusão em 1928, sendo superada pelos arranha-céus de Nova York na década de 1930. Sua característica única está na simetria que só pode ser sentida em um ponto, no centro da praça.
O uso de concreto em sua construção e o sistema de passarelas suspensas e torres interligadas individuais são elementos de inovação do edifício. A construção foi descrita por Reyner Banham como uma das principais realizações arquitetônicas da década de 1920 em sua Teoria e Design na Primeira Era da Máquina e comparável em escala apenas à Dessau Bauhaus e à fábrica Van Nelle em Roterdã. Isso permitiu que a estrutura sobrevivesse totalmente a qualquer tentativa de destruição durante a Segunda Guerra Mundial.
O complexo Dezhprom foi usado como símbolo de modernidade em filmes como Três Canções sobre Lenin de Dziga Vertov e A Linha Geral de Sergei Eisenstein . A notabilidade do edifício foi ofuscada após a mudança da capital ucraniana para Kiev em 1934, a denúncia posterior do construtivismo pela arquitetura stalinista e a Segunda Guerra Mundial. Mais recentemente, uma de suas torres foi usada como centro de televisão e uma torre de retransmissão de TV foi construída em seu telhado.

## Arquitetura
Derjprom se tornou um símbolo de Kharkiv e de sua identidade de cidade industrial, moderna e grande.
A arquitetura do complexo é parte do construtivismo internacional, utilizando formas industriais. Na década de 1920, tal arquitetura era uma novidade não só na Europa, mas também em todo o mundo.